# Новонікольське (Александровський район, Томська область)
Новоні́кольське (рос. Новоникольское) — село у складі Александровського району Томської області, Росія. Адміністративний центр та єдиний населений пункт Новонікольського сільського поселення.

## Населення
Населення — 252 особи (2010; 346 у 2002).
Національний склад (станом на 2002 рік):
- росіяни — 68 %
- ханти — 18 %
- німці — 8 %